# Kiểng Phước
Kiểng Phước là một xã cũ thuộc huyện Gò Công Đông, tỉnh Tiền Giang, Việt Nam. Đã sáp nhập với xã Gia Thuận và thị trấn Vàm Láng vào ngày 1.7.2025
Dân số toàn xã theo điều tra năm 2023 là 16.304 người với 4.331 hộ, trong đó nam 8.077 người, nữ 8.198 người Trang thông tin điện tử Xã Kiểng Phước

## Địa lý
Xã Kiểng Phước có vị trí địa lý:
- Phía đông giáp thị trấn Vàm Láng và Thành phố Hồ Chí Minh
- Phía tây giáp xã Tân Tây và xã Tân Đông
- Phía nam giáp xã Bình Ân và xã Tân Điền
- Phía bắc giáp xã Gia Thuận.

Xã Kiểng Phước có diện tích 40,39 km², dân số năm 2010 là 15.384 người, mật độ dân số đạt 381 người/km².

## Hành chính
Xã Kiểng Phước được chia thành 11 ấp: Bồ Đề, Cầu Xây, Chợ, Đôi Ma, Giá Dưới, Giá Trên, Xóm Chủ, Xóm Đình, Xóm Mới, Xóm Rẫy, Xóm Tựu.

## Lịch sử
Sau năm 1975, Kiểng Phước là một xã thuộc huyện Gò Công cũ.
Ngày 13 tháng 4 năm 1979, Hội đồng Chính phủ ban hành Quyết định số 155-CP. Theo đó, chia huyện Gò Công thành hai huyện Gò Công Đông và Gò Công Tây, xã Kiểng Phước thuộc huyện Gò Công Đông.
Ngày 30 tháng 9 năm 2010, Chính phủ ban hành Nghị quyết 37/NQ-CP. Theo đó, điều chỉnh 1.282,76 ha diện tích tự nhiên và 1.205 người còn lại của xã Vàm Láng vừa giải thể về xã Kiểng Phước quản lý.
Sau khi điều chỉnh địa giới hành chính, xã Kiểng Phước có 4.038,74 ha diện tích tự nhiên và 15.384 người.

## Hình ảnh

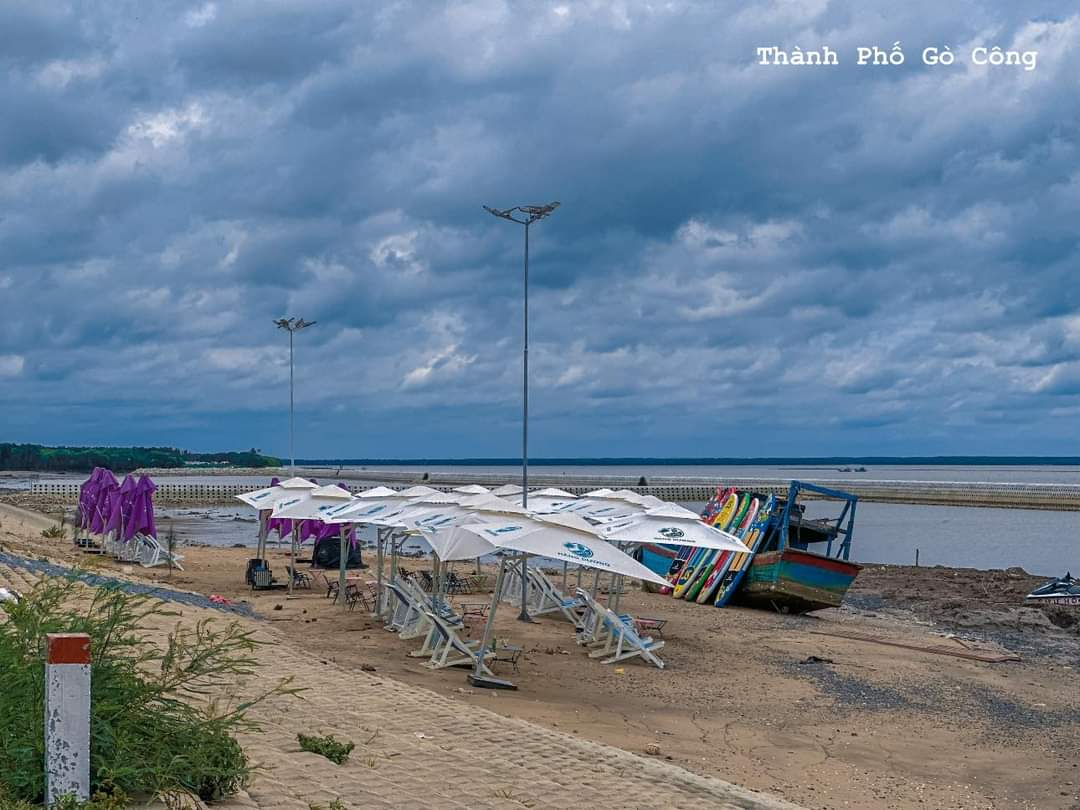
Du lịch biển Kiểng Phước
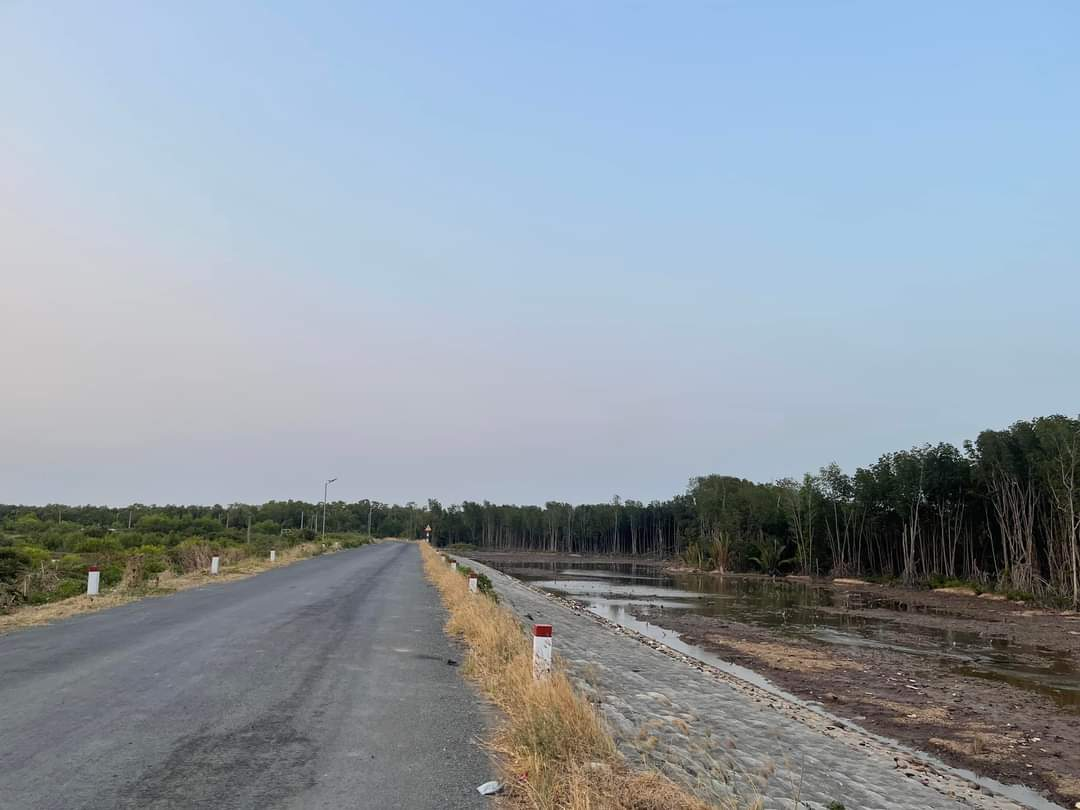
Đường ven biển Kiểng Phước
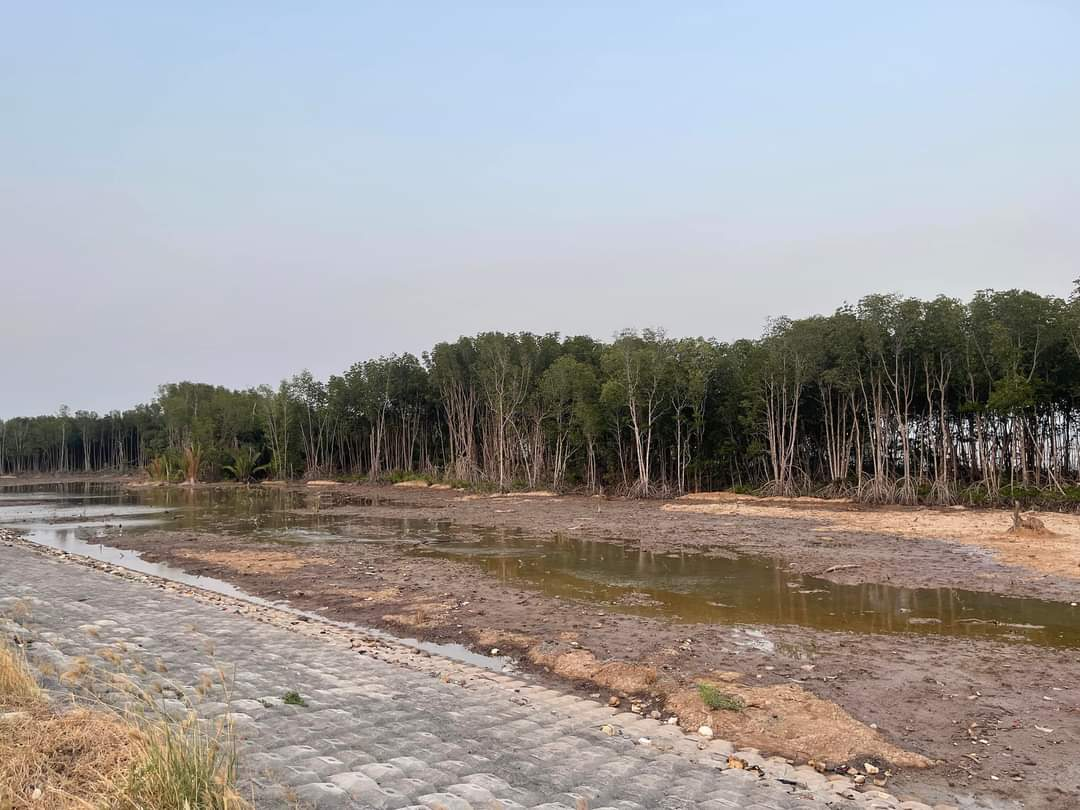
Rừng đê gò công ven biển đoạn qua Kiểng Phước
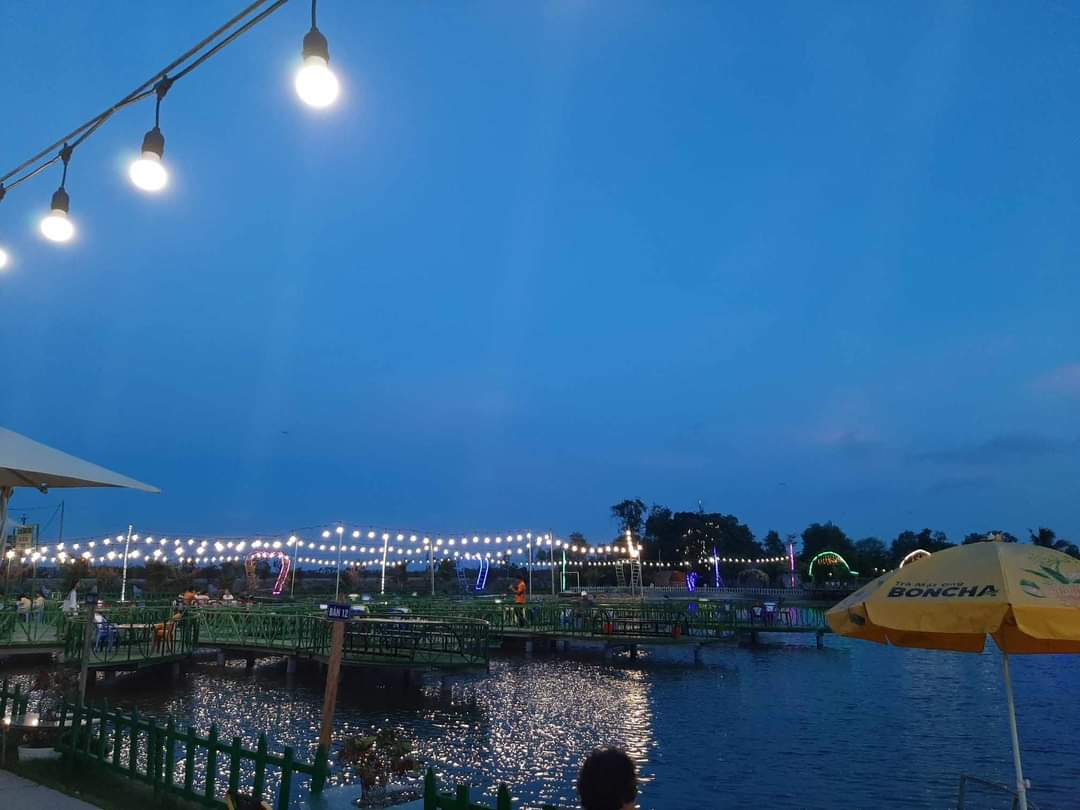
Khu du lịch sinh thái Vườn Xanh Kiểng Phước
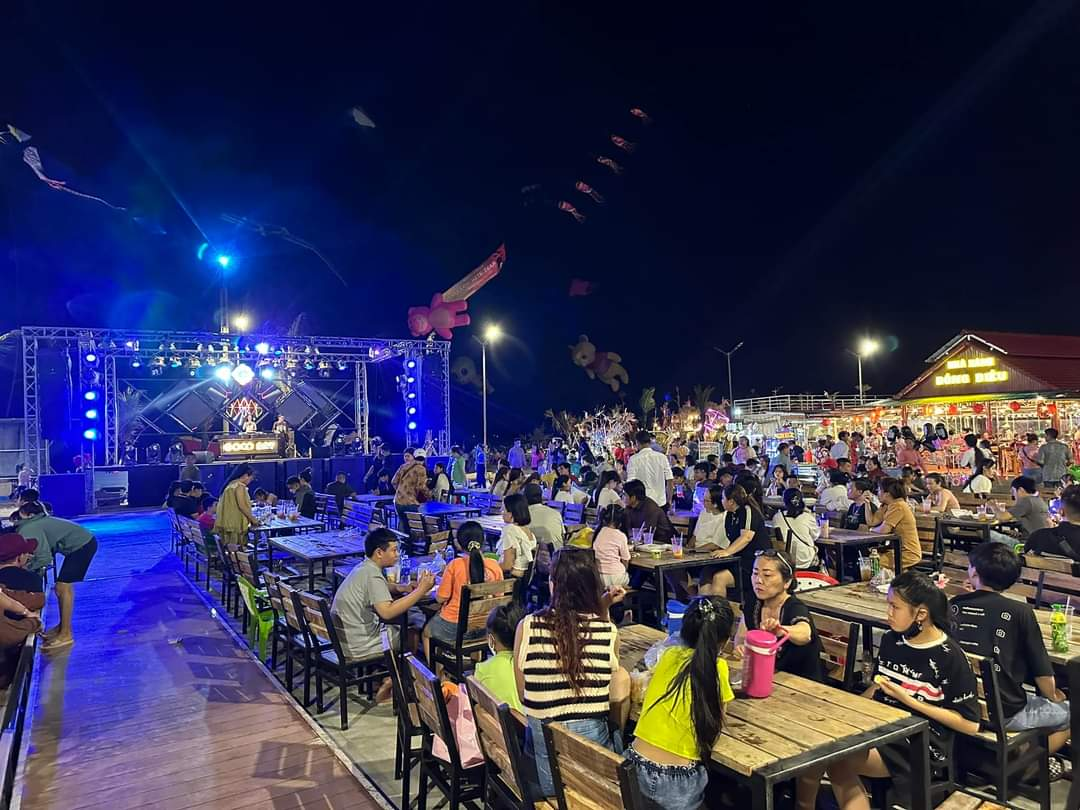
Khu du lịch ven biển Gocobay Tiền Giang
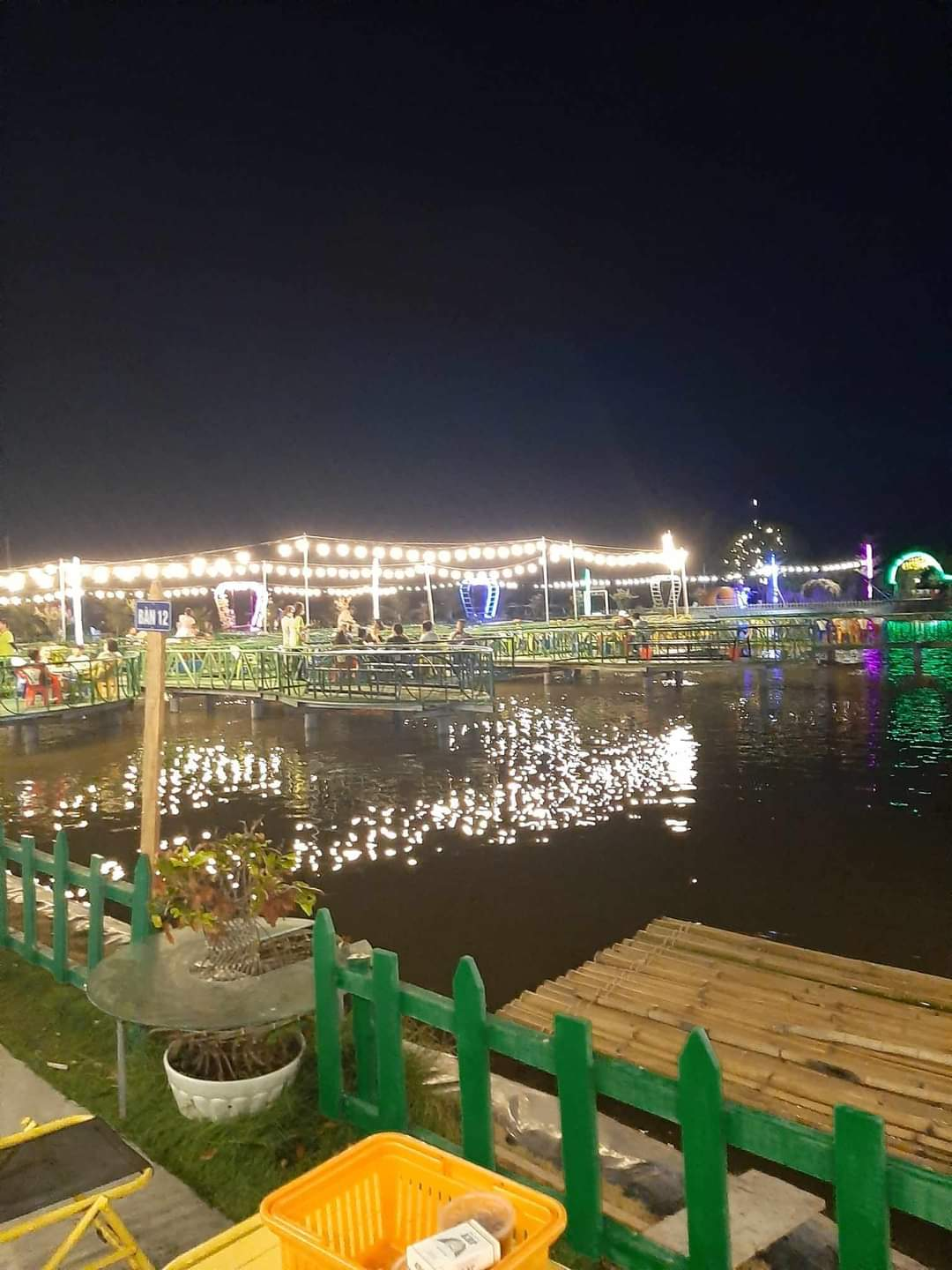
Hồ tình yêu thuộc khu du lịch sinh thái Vườn Xanh
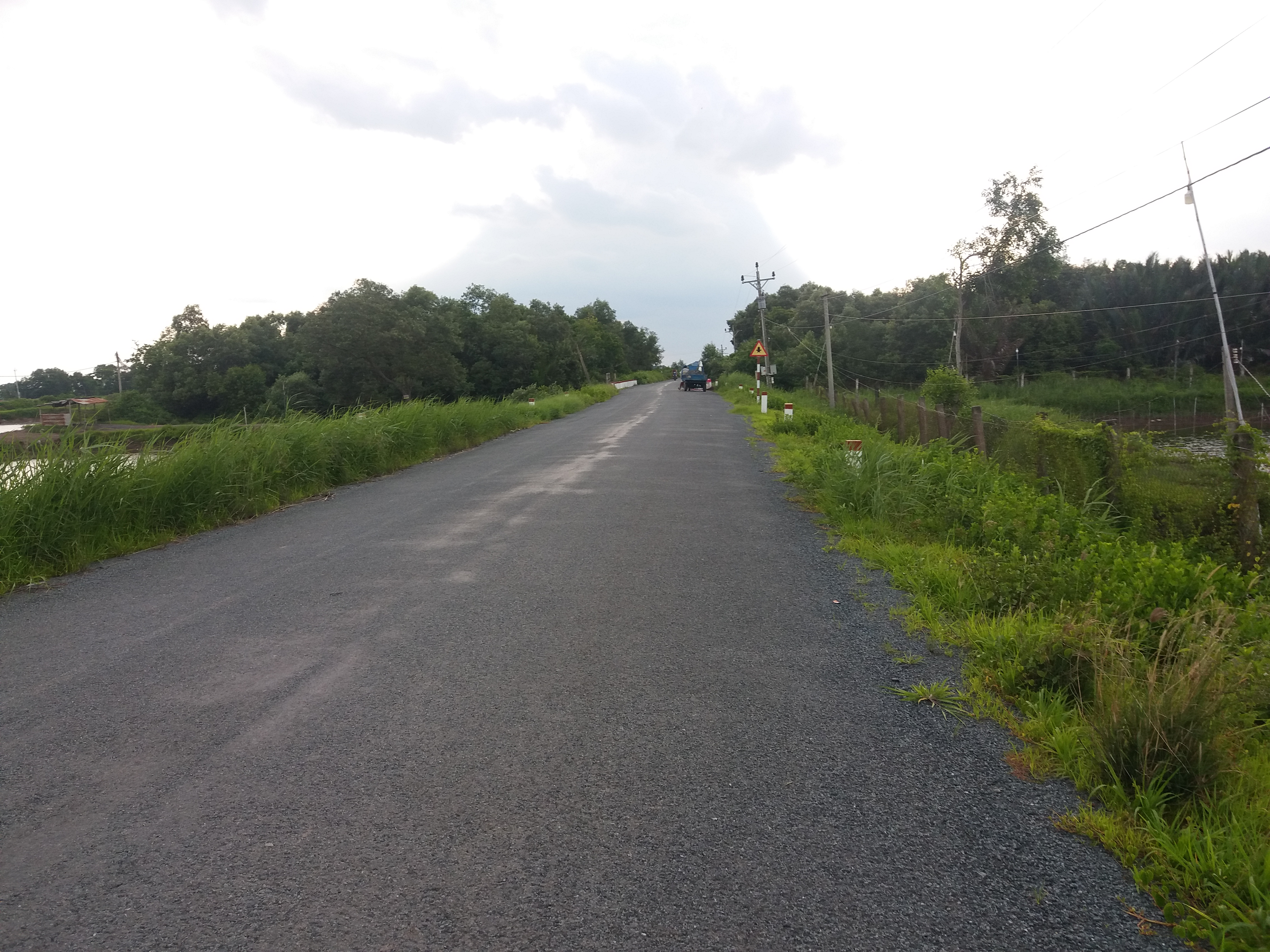
Đường trong xã
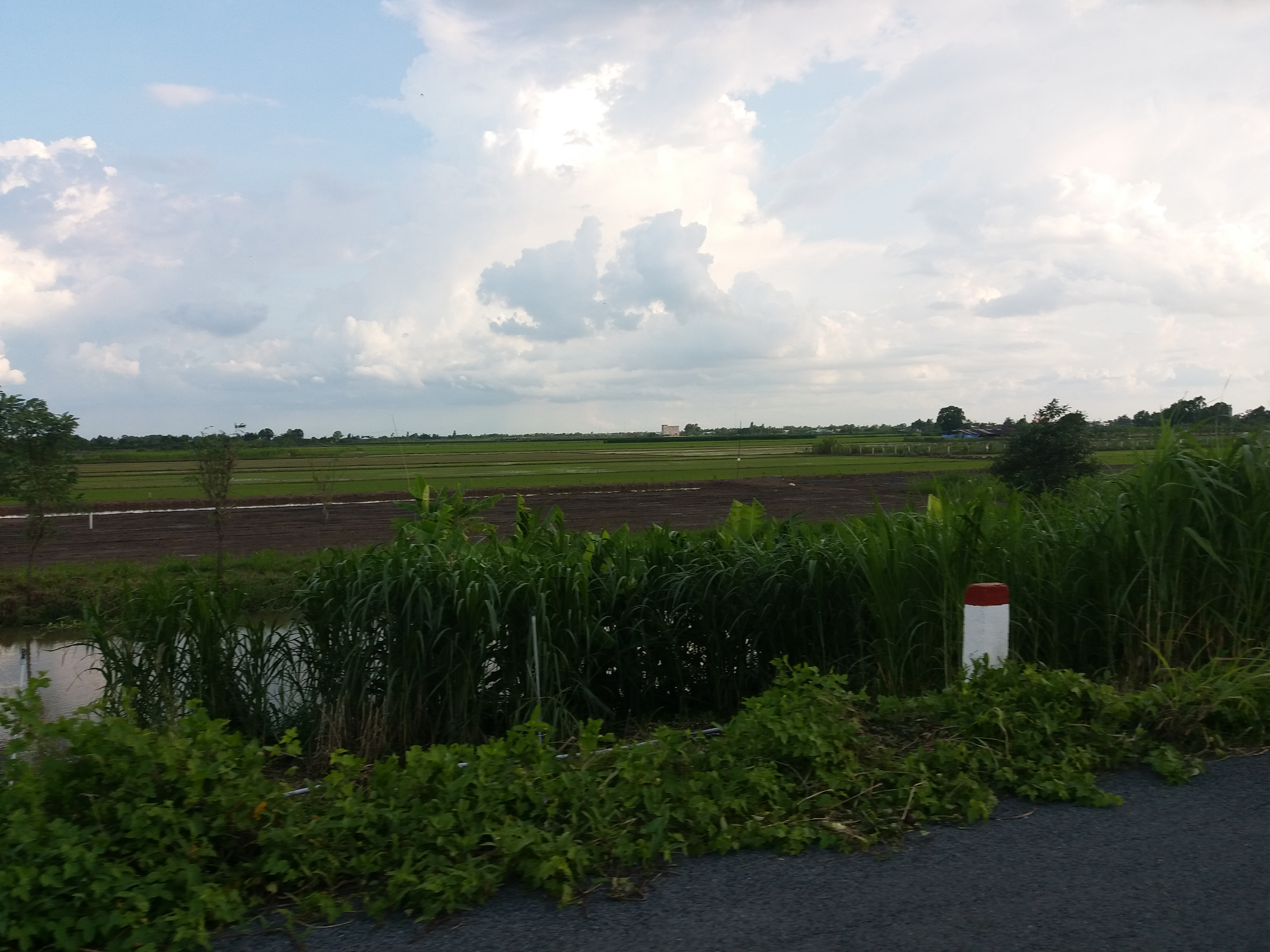
Một cánh đồng vùng nông thôn